# Кузнецов, Николай Васильевич (Герой Советского Союза, 1921)
Николай Васильевич Кузнецов (1921—1945) — советский военный лётчик, гвардии старший лейтенант Рабоче-Крестьянской Красной Армии, участник Великой Отечественной войны. Герой Советского Союза (1944).

## Биография
Николай Кузнецов родился 13 декабря 1921 года в селе Юргинское Тюменской губернии. Окончил неполную среднюю школу и аэроклуб. В 1940 году Кузнецов был призван на службу в Рабоче-Крестьянскую Красную Армию. В 1941 году он окончил Омскую военную авиационную школу пилотов. С марта 1942 года — на фронтах Великой Отечественной войны.
К августу 1944 года гвардии старший лейтенант Николай Кузнецов был заместителем командира эскадрильи 70-го гвардейского штурмового авиаполка (3-й гвардейской штурмовой авиадивизии, 1-го смешанного авиакорпуса, 6-й воздушной армии, 1-го Белорусского фронта). К тому времени он совершил 90 боевых вылетов на бомбардировку и штурмовку скоплений боевой техники и живой силы противника, нанеся ему большие потери, в одном из воздушных боёв сбил немецкий самолёт. Указом Президиума Верховного Совета СССР от 26 октября 1944 года за «умелое выполнение боевых задач, отвагу и героизм, проявленные при нанесении штурмовых ударов по врагу» гвардии старший лейтенант Николай Кузнецов был удостоен высокого звания Героя Советского Союза с вручением ордена Ленина и медали «Золотая Звезда».
14 апреля 1945 года самолёт Кузнецова был сбит на территории Германии, лётчик погиб. По некоторым данным, совершил огненный таран. Похоронен в парке Тиргартен в Берлине.

## Награды
Кузнецов был награждён двумя орденами Красного Знамени, орденом Красной Звезды, рядом медалей.

## Память
В честь Кузнецова названа улица в Омске.